# Sacco (Italia)
Sacco es una localidad y comune italiana de la provincia de Salerno, región de Campania, con 616 habitantes.

## Evolución demográfica
| Gráfica de evolución demográfica de Sacco entre 1861 y 2001 |
|                                                             |
| Fuente ISTAT - elaboración gráfica de Wikipedia             |